# Pyriżna
Pyriżna (ukr. Пиріжна, hist. pol. Pirożna) – wieś na Ukrainie, w obwodzie odeskim, w rejonie podolskim, w hromadzie Kodyma.
Znajduje tu się przystanek kolejowy Periżnia, położony na linii Żmerynka – Odessa.

## Historia
W XIX i w początkach XX w. położona była w Rosji, w guberni podolskiej, w powiecie olhopolskim, gminie Łuka. Po I wojnie światowej w Związku Sowieckim. Od 1991 na niepodległej Ukrainie.
Pod koniec XIX w. przy drodze ze wsi Łuky do wsi Pyriżna był folwark o nazwie Wydra.
W 2001 liczyła 1322 mieszkańców, spośród których 1312 wskazało jako ojczysty język ukraiński, sześć rosyjski, Po jednym: mołdawski, bułgarski, białoruski i gagauski.